# Alm. Brand
Alm. Brand ist ein dänischer Finanzdienstleister, in dessen Zentrum das Versicherungsgeschäft steht. Das Unternehmen mit Hauptsitz in Kopenhagen, das bis 2002 unter dem Namen Alm. Brand af 1792 firmierte, wurde 1792 gegründet.

## Geschichte
Das Unternehmen wurde als Almindelige Brand af 1792 am 29. Februar 1792 per königlichem Dekret von Christian VII. als Feuerversicherer gegründet und durfte nur Besitz außerhalb von Kopenhagen versichern. Ab Mitte der 1980er Jahre wuchs das Unternehmen durch externe Zukäufe deutlich an. 1984 wurde mit dem Kauf des Versicherers Nordlyset, der anschließend in Alm. Brand Liv og Pension umbenannt wurde, die Geschäftstätigkeit auch auf die Lebensversicherung und Altersvorsorge ausgeweitet. Vier Jahre später erfolgte mit dem Erwerb der Bonusbanken, die in Alm. Brand Bank umbenannt wurde, der Einstieg ins Bankgeschäft und 1989 mit dem Kauf der Det Kjøbenhavnske Reassurance-Compagni fra 1915, die auch als Kjøbenhavnske Re bzw. Copenhagen Re international firmierte, ins Rückversicherungsgeschäft. Rund um das Jahr 2000 stärkte Alm. Brand seine Position im dänischen Versicherungsgeschäft insbesondere durch die Übernahme lokaler Tochtergesellschaften internationaler Versicherungsgruppen, hierzu gehörten 2000 das Dänemarkgeschäft von Zurich Financial Services und 2001 die Dänemarktochter der Provinzial, sowie die Fusion 2003 mit der Provinsforsikring.
2002 wurde das Unternehmen umstrukturiert, infolgedessen auch der Name auf Alm. Brand verkürzt. Im Jahr zuvor war die Rückversicheurngstochter nach massiven Verlusten infolge der Marktturbulenzen nach den Terroranschlägen am 11. September 2001 in die Abwicklung geschickt worden, 2009 erfolgte der Verkauf an eine auf Run-Off spezialisierte Tochter der Enstar Group. Im Oktober 2020 übernahm die Sydbank die Alm. Brand Bank für 1,8 Milliarden Dänische Krone. Im folgenden Jahr kündigte Alm. Brand den Kauf des dänischen Konkurrenten Codan von Intact Financial und Tryg Forsikring an, die Übernahme sollte nach Freigabe durch die involvierten Aufsichtsbehörden 2022 vollzogen werden. Anfang Mai 2022 wurde der Abschluss der Transaktion vermeldet, durch den der Marktanteil im Sachversicherungsgeschäft in Dänemark von 9 % auf 18 % verdoppelt wurde. Parallel zog sich Alm. Brand aus dem Lebens- und Pensionsversicherungsgeschäft zurück, Ende 2021 wurde Alm. Brand Liv og Pension für 1,1 Milliarden Dänische Kronen an Nordic I&P veräußert.
Alm. Brand residiert am Midtermolen in Kopenhagen. Das Bürogebäude gehörte ursprünglich der Det Østasiatiske Kompagni, für die es bis zur Eröffnung 1998 nach Plänen des dänischen Architektenbüros PLH Architects gebaut wurde.